# Рексем (футбольный клуб)
«Ре́ксем» (полное название — Клуб футбола ассоциации «Рексем»; англ. Wrexham Association Football Club, английское произношение: [ˈrɛksəm]; валл. Clwb Pêl-droed Wrecsam) — валлийский профессиональный футбольный клуб из одноимённого города на севере Уэльса. Старейший футбольный клуб в Уэльсе и третий в списке старейших футбольных клубов мира.
Домашние матчи с момента основания проводит на стадионе «Рейскорс Граунд», который в настоящее время вмещает более 13 тысяч зрителей. 
Несмотря на участие в английских турнирах, до 1996 года клуб принимал участие в розыгрыше Кубка Уэльса, став его 23-кратным обладателем. Благодаря этим успехам «Рексем» постоянно участвовал в розыгрышах Кубка обладателей кубков УЕФА.
По итогам сезона 2005/06 «Рексем» покинул Футбольную лигу спустя 87 лет непрерывного участия в турнире, после чего выступал в Национальной лиге Англии. Возрождение команды началось в 2020 году после покупки клуба актёрами Робом Макэлхенни и Райаном Рейнольдсом. Новые владельцы, а также сопутствующая реклама в виде документального сериала «Добро пожаловать в Рексем», значительно повысили узнаваемость клуба и привели к расширению фан-базы, что не имело прецедента для команды, которая тогда выступала в пятом дивизионе. По итогам сезона 2022/23 стал чемпионом Национальной лиги и вышел в Лигу 2, четвёртый по значимости дивизион в системе футбольных лиг Англии. По итогам сезона 2023/24 занял второе место в Лиге 2 и вышел в Лигу 1, третий по значимости дивизион в системе футбольных лиг Англии. По итогам сезона сезона 2024/25 занял второе место в Лиге 1 и вышел в Чемпионшип, второй по значимости дивизион в системе футбольных лиг Англии. За три года клуб поднялся из Национальной лиги Англии (пятый дивизион) до Чемпионшипа (второй дивизион), став первой, начиная с 1888 года, командой в истории английского футбола, которая добилась трёх повышений подряд.

## История

### Основание клуба и участие в региональных соревнованиях
Клуб был основан членами крикетного клуба Рексема для игры во время зимних месяцев в 1864 году. Это делает «Рексем» одним из старейших клубов в мире и старейшим в Уэльсе.
Первая игра команды состоялась 22 октября 1864 года на Крикетной площадке округа Денби (ипподром) против пожарной команды Принца Уэльского.
В 1876 году была основана Футбольная ассоциация Уэльса, который ознаменовался первым матчем сборной Уэльса  в истории, в котором она принимала сборную Шотландии. В состав валлийцев вошли Альфред Дэвис и Эдвин Кросс — первые из множества игроков «Рексема», защищавших цвета сборной.
В 1877 году был организован Кубок Уэльса, а «Рексем» стал первым его обладателем, переиграв в финале клуб «Друидс».
В 1883 году «Рексем» дебютировал в Кубке Англии, однако уступил в первом же матче, а беспорядки на трибунах привели к тому, что клуб был расформирован. Через месяц был основан новый клуб — «Рексем Олимпик», а спустя три года слово «Олимпик» было удалено из названия.
В 1890 году «Рексем» вошёл в состав Комбинации - футбольной лиги регионального масштаба, где провел 4 года. После этого из-за быстрого роста расходов было решено покинуть эту лигу и присоединиться к Валлийской Лиге, в которой было одержано две победы из двух. Затем, в результате падения посещаемости и увеличения расходов на переезды, было решено вернуться в Комбинацию. «Рексем» выступал в региональных лигах до 1921 года, став за это время 12-кратным обладателем Кубка Уэльса. Впоследствии клуб стал одним из участников первого сезона Третьего Дивизиона чемпионата Англии.

### Старт в Футбольной лиге и послевоенные годы
В сезоне 1927/28 «Рексему» удалось пробиться в 1/16 Кубка Англии, где валлийцы уступили представителю Первого дивизиона «Бирмингем Сити». Сезон 1932/33 стал самым успешным в довоенной истории «Рексема» — клуб занял второе место в Третьем Дивизионе. Лидером атак был Томми Бэмфорд, ставший лучшим бомбардиром в истории «Рексема», забив за шесть лет 175 мячей в матчах Лиги.
В чемпионате 1939/40, прерванном из-за войны, «Рексем» впервые выступал в красно-белой форме, с тех пор ставшей традиционной.
Летом 1949 года «Рексем» совершил первое заграничное турне, проведя в Германии 3 матча против команды Британской армии.
В Кубке Англии 1956/57 «Рексем» снова пробился в четвёртый раунд, где жребий свел валлийцев со знаменитыми Малышами Басби. Матч проходил в Рексеме в присутствии 34445 болельщиков, что по сей день является клубным рекордом, и завершился победой «Манчестер Юнайтед» со счетом 5:0.
После реформы системы английских лиг «Рексем» провел два сезона в Третьем дивизионе, вылетев в Четвёртый по итогам чемпионата 1959/60. Дела пошли в гору, и клуб вернулся в Третий дивизион вслед за назначением Кена Барнса на пост играющего главного тренера в 1961 году, однако всплеск был временным, через два года клуб вновь вылетел, а в 1966 году стал худшим во всей Футбольной лиге – «Рексем» занял 24 место в Четвёртом дивизионе.

### Успехи 1970-х годов
После победы в Кубке Уэльса 1971/72 «Рексем» получил право представлять страну в Кубке Кубков. Первым соперником валлийцев стал швейцарский          «Цюрих». Гостевой матч завершился ничьей, а дома «Рексем» добился победы 2:1 и вышел в 1/8 финала, где их соперником стал югославский «Хайдук». «Рексем» не смог удержать преимущество, добытое в домашнем матче, завершившемся со счётом 3:1, уступив в гостях 0:2, и вылетел из еврокубка.
Перед сезоном 1973/74 клуб сменил свой герб на нынешний. Также этот год примечателен тем, что «Рексем» добрался до шестого раунда Кубка Англии, переиграв в четвёртом раунде будущих чемпионов Второго Дивизиона «Мидлсбро», а в пятом — представителей Первого Дивизиона «Саутгемптон». В четвертьфинальном матче валлийцы уступили другому представителю Первого Дивизиона — «Бернли» в гостевом матче 0:1.
В сезоне 1975/76 «Рексем» добился лучших в своей истории результатов в Кубке Кубков, победив сначала шведский «Юргорден», а затем польскую «Сталь». В четвертьфинале соперником валлийцев стал бельгийский «Андерлехт». В упорном двухматчевом противостоянии «Рексем» уступил будущим обладателям трофея со счетом 1:2.
В следующем сезоне «Рексем» добился ещё двух побед над представителями Первого Дивизиона, переиграв «Тоттенхем Хотспур» в Кубке Лиги, и «Сандерленд» в Кубке Англии. Однако окончание сезона стало настоящим разочарованием для болельщиков — для того чтобы обеспечить себе место во Втором Дивизионе «Рексему» необходимо было набрать всего 3 очка в 4 последних матчах, однако задача оказалась невыполнимой.
Сезон 1977/78 стал самым успешным в истории клуба — «Рексем» выиграл Третий Дивизион, впервые добившись права выступать во Втором, в очередной раз выиграл Кубок Уэльса, а также добрался до 1/4 финала как в Кубке Англии, так и в Кубке Лиги.
В феврале 1979 года в 4 раунде очередного розыгрыша Кубка Англии «Рексем» добился ничьей 3:3 со звездным «Тоттенхэмом» с Гленном Ходдлом в составе, но затем уступил в переигровке 2:3. Череда побед над грандами продолжилась и в 1982 году, когда в третьем раунде Кубка Англии был повержен      «Ноттингем Форест».

### Постепенное угасание
На этом самый успешный период в истории валлийского клуба завершился: в 1982 году «Рексем» не смог сохранить место во Втором Дивизионе, после чего клуб начал испытывать финансовые трудности и команду покинули несколько ведущих футболистов. Обескровленный клуб вылетел в Четвёртый Дивизион, не задержавшись в Третьем, дольше чем на один сезон. Несмотря на катастрофические результаты в Лиге, «Рексем» продолжил череду удачных выступлений в Кубке кубков, одержав, пожалуй, самую громкую победу на европейской арене в домашнем матче первого раунда против португальского           «Порту» со счётом 1:0. В ответной игре уже к 38-й минуте «Порту» повел 3:0, однако валлийцам удалось переломить ход матча и в результате уступить с устраивающим их счётом 3:4. Несмотря на это, в чемпионате «Рексем» выступал слабо, после чего главным тренером был назначен бывший игрок и любимец публики Дикси МакНил. Под его руководством команда вернулась в середину таблицы и снова получила право выступать в еврокубках, где после победы над мальтийским «Зурриком» оказала упорное сопротивление испанской «Сарагосе», уступив лишь по количеству забитых в гостях голов.
Под руководством Дикси МакНила в 1989 году «Рексем» финишировал в зоне плей-офф Четвёртого дивизиона, однако уступил в финальном матче «Лейтон Ориент» – 1:2. После неудачного старта нового чемпионата Дикси МакНил был уволен и его сменил Брайан Флинн.
В сезоне 1991/92 «Рексем» продолжил испытывать финансовые трудности. Дела в Лиге шли плохо, из Кубка Лиги клуб был выбит на ранней стадии, последним шансом отличиться был Кубок Англии. После побед над командами из низших дивизионов в первом и втором раундах соперником «Рексема» стал действующий чемпион «Арсенал». В этом матче «Рексем» одержал одну из самых сенсационных побед в истории Кубка Англии, выиграв 2:1, причем победа стала волевой — первый гол забили лондонцы. В следующем раунде «Рексем» добился переигровки после ничьей 2-2 против «Вест Хэм Юнайтед», однако в повторном матче уступил – 0:1.
Перед началом сезона 1992/93 «Рексем» приобрел нападающего Гари Беннетта у принципиальных соперников «Честер Сити». Команда преобразилась и за два тура до окончания сезона обеспечила себе возвращение во Второй Дивизион (бывший до основания Премьер-Лиги Третьим Дивизионом).
В розыгрыше Кубка Англии 1994/95 «Рексем» добрался до Четвёртого раунда, где им предстояло сыграть на Олд Траффорде с действующим чемпионом       «Манчестер Юнайтед», но на этот раз чуда не произошло и «Рексем» уступил 2:5, хотя и вел по ходу матча. Также этот сезон был отмечен очередной победой в Кубке Уэльса, как оказалось, последней в истории «Рексема» — с этого года команды, выступающие в английском чемпионате, не могут принимать участие в розыгрыше Кубка Уэльса. Соперником «Рексема» в квалификационном раунде Кубка Кубков стал румынский «Петролул». После безголевой домашней встречи «Рексем» пропустил единственный гол во втором тайме матча в Румынии и завершил участие в еврокубках.
«Рексем» блестяще выступил в розыгрыше Кубка Англии 1996/97, на пути к третьему в своей истории четвертьфиналу валлийцы переиграли представителя Премьер-Лиги «Вест Хэм Юнайтед», причем победа была добыта в гостевой переигровке, после того как матч на «Рейскорс Граунд» завершился вничью. Переиграв в 1/8 финала представителя Первого Дивизиона «Бирмингем Сити», «Рексем» получил в соперники по четвертьфиналу «Честерфилд», которому и уступил в гостевой встрече 0:1.
В ноябре 1999 года «Рексем» одержал очередную кубковую победу над представителем Премьер-Лиги, на этот раз был повержен «Мидлсбро» 2:1.
В начале 2000-х клуб начали преследовать не футбольные проблемы. Тогдашний председатель клуба Алекс Хэмилтон намеревался продать стадион «Рейскорс Граунд» своей компании, для дальнейшего использования земель в своих целях. Летом 2004 года Хэмилтон сообщил, что клуб должен покинуть стадион в течение года. Болельщики клуба организовали сотрудничество с поклонниками «Брайтон энд Хоув Альбион», которым ранее удалось с успехом выйти из аналогичной ситуации и сохранить свой стадион.

### Финансовые трудности и выбывание из Футбольной лиги
3 декабря 2004 года клуб решением суда был переведен под внешнее управление, что стало результатом выявленных долгов в размере 2,6 миллионов фунтов. «Рексем» стал первым клубом Футбольной Лиги, который был оштрафован на 10 очков, что в итоге привело к выбыванию в Третий дивизион. Несмотря на финансовые трудности, «Рексему» удалось одержать победу в розыгрыше Трофея Футбольной Лиги 04/05, переиграв в решающем матче            «Саутенд Юнайтед» 2:0 в дополнительное время благодаря голам Даррена Фергюсона и Хуана Угарте.
В октябре 2005 года Бирмингемский Высокий Суд вынес решение о том, что компания Алекса Хэмилтона ненадлежащим образом оформила право собственности на землю, и, таким образом, стадион остался в руках администраторов. 30 апреля была достигнута договоренность с новым владельцем клуба Невиллом Дикенсом, чья кандидатура была поддержана как администраторами, так и кредиторами клуба всего за 3 дня до принятия решения о будущем клуба — в результате «Рексем» сохранил своё место в составе Футбольной Лиги 06/07.
Сезон начался хорошо — клуб выдал 8-матчевую беспроигрышную серию, разгромив в гостях в том числе представителя Чемпионшипа «Шеффилд Уэнсдей» 4:1. Однако неожиданные разгромные поражения от аутсайдеров «Аккрингтон Стэнли» 5:0 и «Стокпорт Каунти» 5:2 стали началом тяжелой борьбы за сохранение места в Лиге 2. В январе после череды слабых матчей произошла смена главного тренера, не принесшая сначала улучшения игры. Впрочем, до конца сезона судьба «Рексема» была в его собственных руках и во встрече последнего тура с «Бостон Юнайтед» на «Рейскорс Граунд» «Рексем» добился победы 3:1, сохранив тем самым место в Лиге, одновременно отправив соперников в Конференцию.
Перед началом следующего сезона «Рексем» сделал несколько хороших приобретений, и поклонники ожидали улучшения результатов и борьбы за повышение, однако несмотря на это к середине ноября клуб, набрав всего 10 очков, расположился в подвале турнирной таблицы. Вслед за выбыванием из Кубка Англии в первом раунде главный тренер клуба Брайан Керри был уволен, и ему на смену был приглашен опытный Брайан Литтл. После неплохого начала последовала серия из 7 поражений подряд. В январское трансферное окно клубом были приобретены 11 футболистов. Клуб одержал несколько побед, в том числе над претендентами на повышение, однако череда травм ведущих футболистов привела к тому, что клуб завершил сезон в зоне выбывания и покинул Футбольную лигу спустя 87 лет участия.

### Национальная Конференция
Несмотря на разочаровывающий результат, клуб заключил новый двухлетний контракт с Брайаном Литтлом, а в первом туре со счётом 5:0 был разгромлен фаворит сезона «Стивенидж». За удачным началом последовал провал, и после поражения от «Рашден энд Даймондс» и выступления болельщиков против Литтла, контракт с главным тренером был разорван по обоюдному согласию. Его сменил знаменитый нападающий сборной Уэльса Дин Сондерс. Свой первый сезон в Конференции «Рексем» завершил на 10 месте. Сезон 09/10 прошёл аналогично, «Рексем» расположился в середине таблицы и не участвовал в борьбе за места в плей-офф.
В марте 2011 года «Рексем» был приобретен объединением болельщиков клуба Wrexham Supporters' Trust. По итогам сезона валлийцы получили право принять участие в плей-офф, заняв четвёртое место, но в полуфинальном противостоянии уступили «Лутон Таун» 1:5 по сумме матчей.
В начале сезона 2011/12 Дин Сондерс покинул «Рексем» и отправился работать в «Донкастер Роверс», а его место занял игрок клуба, опытнейший 37-летний нападающий Энди Моррелл. Несмотря на назначение, он продолжил выступления в качестве игрока, забив 14 мячей в 49 играх по итогам сезона. После 16-летнего перерыва, «Рексем» вновь был включен в число участников Кубка Уэльса, однако, в результате возникших сложностей с календарём, первый же матч был назначен на один день с игрой второго раунда Кубка Англии против «Брентфорда». Основной состав было решено выставить на матч Кубка Англии и он добился неожиданной победы 1:0, дублёры же уступили «Эйрбасу» 1:2 в дополнительное время. В марте 2012 года УЕФА сделал заявление о том, что клубы выступающие в системе английских лиг не получат места в еврокубках в случае победы в Кубке Уэльса, таким образом это был первый и последний матч «Рексема» в Кубке Уэльса после долгого перерыва. В третьем раунде Кубка Англии соперником «Рексема» стал представитель Чемпионшипа «Брайтон энд Хоув Альбион». Гостевая игра и переигровка на «Рейскорс Граунд» завершились с одинаковым счётом 1:1, а в серии пенальти победу праздновал «Брайтон». Под руководством играющего тренера Энди Моррелла «Рексем» набрал по итогам сезона рекордные 98 очков, однако этого не хватило, чтобы опередить       «Флитвуд Таун». В полуфинале плей-офф соперником валлийцев вновь стал «Лутон Таун», и снова «шляпники» были сильнее.
В сезоне 2012/13 «Рексем» сохранил своё место в числе лидеров Конференции, пробившись в финал плей-офф Конференции и Трофея Футбольной Лиги. Таким образом, впервые в своей истории «Рексем» выступал на «Уэмбли», причем сразу дважды за год — с разницей в 5 недель. Сначала в финальном матче Трофея Футбольной Лиги против «Гримсби Таун» была одержана победа в серии пенальти, а после победы полуфинальном противостоянии с закончившим сезон вторым «Киддерминстер Харриерс» с общим счётом 5:2, «Рексему» предстояло сыграть в валлийском финале плей-офф против                «Ньюпорт Каунти». Матч также завершался вничью, однако в самой концовке «Рексем» пропустил два мяча и в третий раз подряд упустил возможность вернуться в Футбольную Лигу.
16 ноября 2020 года совладельцами клуба стали актёры Райан Рейнольдс и Роб Макэлхенни.
В сезоне 2022/23 «Рексем» вышел в Лигу 2 благодаря победе в Национальной лиге. В следующем сезоне клуб повторил свой успех, выйдя в Лигу 1.
В сезоне 2024/2025 «Рексем» Вышел в Чемпионшип благодаря 2 месту в Лиге 1.

## Текущий состав
| 1  | Англия         | Вр  | Артур Оконкво             | 2001 |  |  |  |  |  |
| 21 | Уэльс          | Вр  | Дэнни Уорд                | 1993 |  |  |  |  |  |
| 25 | Англия         | Вр  | Каллум Бертон             | 1996 |  |  |  |  |  |
|    |                |     |                           |      |  |  |  |  |  |
| 3  | Англия         | Защ | Льюис Брент               | 2000 |  |  |  |  |  |
| 4  | Англия         | Защ | Макс Клеворт              | 2002 |  |  |  |  |  |
| 5  | Ирландия       | Защ | Эоган О'Коннелл           | 1995 |  |  |  |  |  |
| 6  | Англия         | Защ | Конор Коуди               | 1993 |  |  |  |  |  |
| 13 | Новая Зеландия | Защ | Либерато Какаче           | 2000 |  |  |  |  |  |
| 17 | Гамбия         | Защ | Джейкоб Менди             | 1996 |  |  |  |  |  |
| 22 | Ирландия       | Защ | Томас О'Коннор            | 1999 |  |  |  |  |  |
| 24 | Англия         | Защ | Дэн Скарр                 | 1994 |  |  |  |  |  |
| 34 | Англия         | Защ | Аарон Джеймс              | 2005 |  |  |  |  |  |
| 44 | Англия         | Защ | Макс Пёрвис               | 2007 |  |  |  |  |  |
|    |                |     |                           |      |  |  |  |  |  |
| 7  | Ирландия       | ПЗ  | Джеймс Макклейн (капитан) | 1989 |  |  |  |  |  |
| 8  | Англия         | ПЗ  | Энди Кэннон               | 1996 |  |  |  |  |  |
| 10 | Англия         | ПЗ  | Джош Уиндасс              | 1994 |  |  |  |  |  |
| 12 | Англия         | ПЗ  | Джордж Эванс              | 1994 |  |  |  |  |  |
| 14 | Англия         | ПЗ  | Джордж Томасон            | 2001 |  |  |  |  |  |

| 15 | Англия    | ПЗ  | Джордж Добсон   | 1997 |  |  |  |  |  |
| 20 | Англия    | ПЗ  | Оливер Рэтбоун  | 1996 |  |  |  |  |  |
| 27 | Англия    | ПЗ  | Льюис О'Брайен  | 1998 |  |  |  |  |  |
| 29 | Англия    | ПЗ  | Райан Барнетт   | 1999 |  |  |  |  |  |
| 37 | Англия    | ПЗ  | Мэтти Джеймс    | 1991 |  |  |  |  |  |
| 38 | Англия    | ПЗ  | Эллиот Ли       | 1994 |  |  |  |  |  |
| 40 | Англия    | ПЗ  | Алекс Мур       | 2006 |  |  |  |  |  |
| 45 | Уэльс     | ПЗ  | Гарри Эшфилд    | 2006 |  |  |  |  |  |
| 47 | Англия    | ПЗ  | Райан Лонгман   | 2000 |  |  |  |  |  |
|    |           |     |                 |      |  |  |  |  |  |
| 9  | Шотландия | Нап | Райан Харди     | 1997 |  |  |  |  |  |
| 11 | Англия    | Нап | Джек Мэрриотт   | 1994 |  |  |  |  |  |
| 16 | Англия    | Нап | Джей Родригес   | 1989 |  |  |  |  |  |
| 19 | Уэльс     | Нап | Киффер Мур      | 1992 |  |  |  |  |  |
| 28 | Англия    | Нап | Сэм Смит        | 1998 |  |  |  |  |  |
| 35 | Англия    | Нап | Олли Палмер     | 1992 |  |  |  |  |  |
| 42 | Англия    | Нап | Каллум Эдвардс  | 2006 |  |  |  |  |  |
| 43 | Англия    | Нап | Джеймс Рейнберд | 2005 |  |  |  |  |  |
| —  | Уэльс     | Нап | Нейтан Бродхед  | 1998 |  |  |  |  |  |

### Игроки в аренде
| \| № \| \| Поз. \| Имя \| Год рождения \| \| -- \| \| ---- \| ----------------------------------------------------------------- \| ------------ \| \| 23 \| \| ПЗ \| Себастьян Реван[англ.] (в «Бертон Альбионе» до 30 июня 2026 года) \| 2003 \| \| — \| \| Нап \| Моду Фаал[англ.] (в «Порт Вейле» до 30 июня 2026 года) \| 2003 \| \| — \| \| Нап \| Пол Маллин[англ.] (в «Уигане» до 30 июня 2026 года) \| 1994 \| \| — \| \| Нап \| Джейк Бикерстафф[англ.] (в «Челтнеме» 30 июня 2026 года) \| 2001 \| |        |      |                                                            |              |
| № |        | Поз. | Имя                                                        | Год рождения |
| 23 | Англия | ПЗ   | Себастьян Реван (в «Бертон Альбионе» до 30 июня 2026 года) | 2003         |
| — | Гамбия | Нап  | Моду Фаал (в «Порт Вейле» до 30 июня 2026 года)            | 2003         |
| — | Англия | Нап  | Пол Маллин (в «Уигане» до 30 июня 2026 года)               | 1994         |
| — | Англия | Нап  | Джейк Бикерстафф (в «Челтнеме» 30 июня 2026 года)          | 2001         |

## Стадион

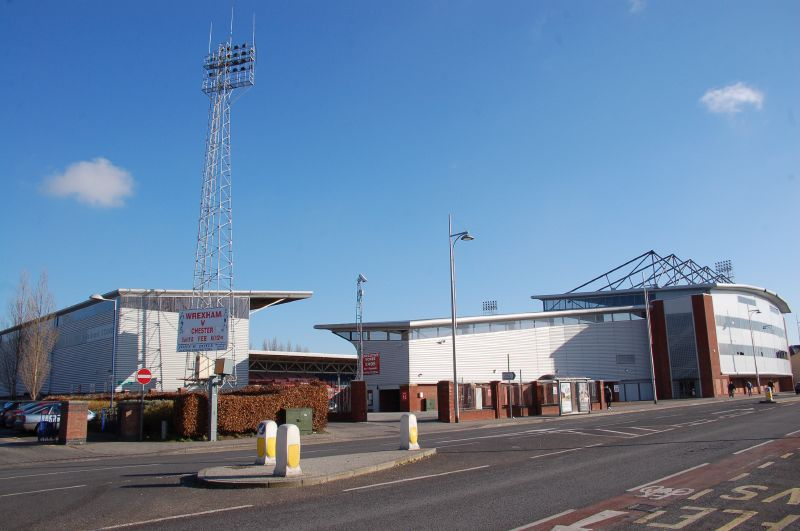
Рейскорс Граунд

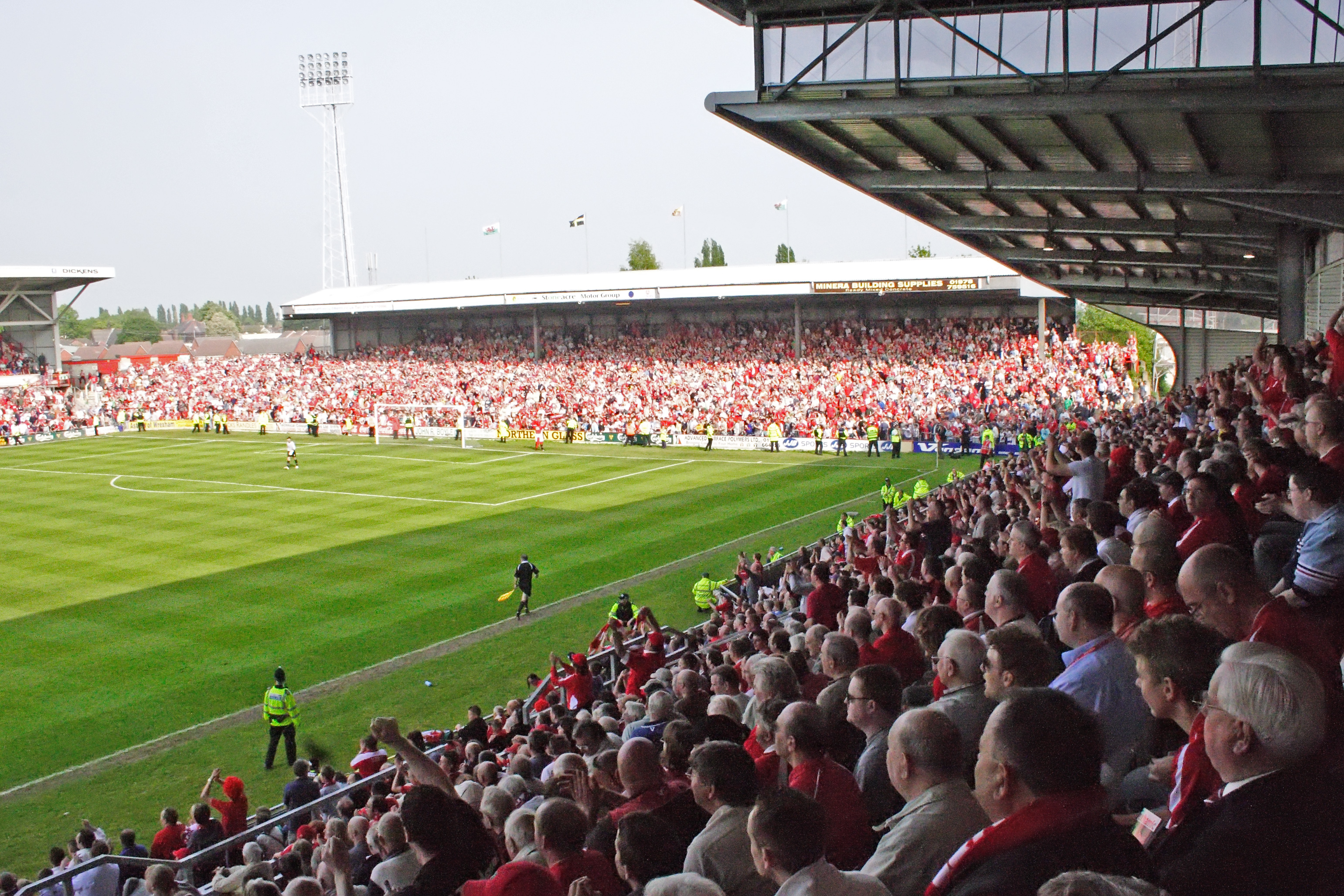
Болельщики

Стадион «Рейскорс Граунд» (англ. Racecourse Ground) расположен в северо-западной части Рексема, неподалёку от Университета Глиндура, который приобрел стадион в 2011 году и добавил нынешнее полное название арены — Glyndŵr University Racecourse Stadium. Стадион является домашним для «Рексема» и регбийного клуба «Норт Вейлс Крузейдерс». Согласно Книге Рекордов Гиннесса, «Рейскорс Граунд» является старейшим в мире стадионом, используемым для международных соревнований — в настоящее время здесь проводит свои домашние матчи молодёжная сборная Уэльса. После того, как стоячая трибуна была закрыта на реконструкцию, вместимость стадиона уменьшилась с 15 500 до 10 500 зрителей. На данным момент вместимость стадиона 12 600 сидячих мест. «Рейскорс Граунд» является крупнейшим стадионом на севере Уэльса.

## Тренировочная база
Тренировочная база «Рексема» открылась в июне 1997. На строительство было потрачено 750 000 фунтов, а база была признана одной из лучших в Футбольной Лиге и нередко использовалась более титулованными клубами, в том числе «Барселоной», «Рейнджерс» и национальными сборными Уэльса и Англии.

## Достижения

### Национальные
- Кубок Уэльса
  - Обладатель (23, рекорд): 1877/78, 1882/83, 1892/93, 1896/97, 1902/03, 1904/05, 1908/09, 1909/10, 1910/11, 1913/14, 1914/15, 1920/21, 1923/24, 1924/25, 1930/31, 1956/57, 1957/58, 1959/60, 1971/72, 1974/75, 1977/78, 1985/86, 1994/95
  - Финалист (22): 1878/79, 1889/90, 1890/91, 1894/95, 1985/96, 1897/98, 1898/99, 1901/02, 1919/20, 1931/32, 1932/33, 1949/50, 1961/62, 1964/65, 1966/67, 1970/71, 1978/79, 1982/83, 1983/84, 1987/88, 1989/90, 1990/91
- Комбинация
  - Чемпион (4): 1900/01, 1901/02, 1902/03, 1904/05
- Высшая лига Уэльса
  - Чемпион (2): 1894/95, 1895/96
- Третий дивизион Футбольной лиги / Лига 1 Английской футбольной лиги
  - Победитель: 1977/78
  - Вице-чемпион: 2024/25
- Четвёртый дивизион Футбольной лиги / Лига 2 Английской футбольной лиги
  - Вице-чемпион (3): 1969/70, 1992/93, 2023/24
- Национальная лига Англии
  - Чемпион: 2022/23
  - Вице-чемпион (2): 2011/12, 2021/22
- Трофей Футбольной лиги
  - Обладатель: 2004/05
- Трофей Футбольной ассоциации
  - Обладатель: 2012/13
  - Финалист (2): 2014/15, 2021/22
- Кубок Англии
  - 1/4 финала: 1973/74, 1977/78, 1996/97

### Международные
- Кубок обладателей кубков УЕФА
  - 1/4 финала: 1975/76

## Форма

### Домашняя
| 2010/11 | 2011/12 | 2018/19 | 2019/20 | 2020/21 | 2021/22 | 2022/23 | 2023/24 | 2024/25 | 2025/26 |

### Гостевая
| 2010/11 | 2011/12 | 2018/19 | 2019/20 | 2020/21 | 2022/23 | 2023/24 | 2024/25 | 2025/26 |

### Резервная
| 2011/12 | 2019/20 | 2022/23 | 2023/24 | 2024/25 | 2025/26Ошибка: неправильно заданы узоры гетр. |

Источники:

## Отражение в искусстве

### В документальном сериале
Райан Рейнольдс и Роб Макэлхенни сняли документальный сериал «Добро пожаловать в Рексем», который рассказывает о приобретении голливудскими актерами клуба «Рексем». В центре сюжета – усилия владельцев по возрождению клуба и их влияние на местное сообщество. Шоу охватывает как спортивные события, так и личные истории игроков, сотрудников клуба и фанатов. Первый сезон вышел в августе 2022 года, второй в сентябре 2023 года, а третий в мае 2024 года.